# Сакаєво
Сака́єво (рос. Сакаево, ерз. Сокав) — село у складі Теньгушевського району Мордовії, Росія. Входить до складу Шокшинського сільського поселення.
Населення — 228 осіб (2010; 234 у 2002).
Національний склад (станом на 2002 рік):
- мордва — 80 %